# Tetraommatus similis
Tetraommatus similis es una especie de insecto coleóptero de la familia Cerambycidae. Estos longicornios son endémicos de Bacan (Indonesia).
T. similis mide unos 9 mm.